# Eva Jakoubková
Eva Jakoubková (* 8. Februar 1952 in Ostrava; † 16. Juni 2005 in Prag) war eine tschechische Filmschauspielerin.
Sie spielte neben tschechischen Fernsehfilmen auch bei dem deutschsprachigen Fernsehfilm Ein Stück Himmel mit.

## Filmografie (Auswahl)
- 1983 Die tausendjährige Biene
- 1986 Hunde-Theater
- 1986 Bin ich etwa Oskar
- 1987 Südpost